# Annie Milon
Pour les articles homonymes, voir Milon.
Annie Milon, parfois Annie Milon Révérend, née le 2 janvier 1970, est une actrice française.

## Biographie
Née en 1970 d'ascendance guadeloupéenne,,, Annie Milon est originaire de Choisy-le Roi. Elle débute comme speakerine sur Antenne 2 entre 1990 et 1991,.
Au cours des années 1990, elle débute dans le doublage, avant de se spécialiser dans ce domaine. Elle est entre autres la voix française régulière de Thandiwe Newton, Jada Pinkett Smith, Carmen Ejogo, Taraji P. Henson, Sanaa Lathan, Rosario Dawson et Naomie Harris ainsi qu'une voix récurrente de Maya Rudolph, Gina Torres, Jennifer Lopez, Halle Berry, Aunjanue Ellis et Justina Machado.
Le 16 janvier 2020, elle reçoit le Prix de l'Académie Charles-Cros dans la catégorie « parole enregistrée et création sonore » pour sa lecture du livre Chère Ijeawele, ou un manifeste pour une éducation féministe aux éditions Gallimard, écrit par l'auteur Nigériane Chimamanda Ngozi Adichie. Elle avait auparavant reçu un Coup de cœur dans le même domaine et la même Académie le 15 septembre 2019 au Jardin du Musée Jean de la Fontaine à Château-Thierry.

### Récompenses
- 2020 : Prix de l'Académie Charles-Cros dans la catégorie « parole enregistrée et création sonore »
- 2024 : Prix d’interprétation au festival international We Make Movies de New York pour son rôle dans le film Scars.

### Vie privée
Elle est la mère de la scénariste et comédienne Alice Révérend, et du chanteur Aladin Révérend dit « Hazelord », nés en 1999 et 2003 de son union avec le chanteur et scénariste Alexandre Révérend.

## Théâtre

### Comédienne
- 2002 : Martin Luther King Jr., la Force d'aimer mise en scène Hammou Graïa, Lavoir Moderne Parisien
- 2004 : Mais n'te promène donc pas toute nue ! de Georges Feydeau, mise en scène Cécile Tournesol, Théâtre du Nord-Ouest
- 2013 : Ceci n'est pas un corps de Fily Keita et Solal Valentin, mise en scène Fily Keita, La Cartoucherie
- 2014 : Bérénice de Racine, mise en scène Jean-Luc Jeener, Théâtre du Nord-Ouest

### Metteuse en scène
- 2018 : La Flûte enchantée de Wolfgang Amadeus Mozart (opéra), L'Artchipel

## Filmographie
Sauf indication contraire, les informations mentionnées dans cette section peuvent être confirmées par la base de données cinématographiques IMDb,  présente dans la section « Liens externes ».

### Cinéma
- 1996 : Coyottes d'Yves Legrain
- 1997 : Lunettes noires d'Owell Brown
- 1997 : Tout le monde peut se tromper d'Alain Gomis
- 2000 : Le Prix du méfait d'A. D Sow
- 2001 : Le Petit Pardon de Sophie Riffont
- 2021 : Tout s'est bien passé de François Ozon : l'infirmière Lariboisière

### Télévision

#### Téléfilms et séries télévisées
- 1993 : Les Cinq Dernières Minutes, épisode Au nom du coq de Philippe Defrance : Laëtitia
- 1994 : Classe mannequin (Moi, mes escarpins)
- 2003 : Madame le Proviseur, épisode La Petite Malgache d'Alain Bonnot : Simone Ranarivelo
- 2004 : Si c'est ça la famille de Peter Kassovitz : Jasmine Vidal
- 2004 : Un parfum de Caraïbes de Michaël Perrotta : Odile la Quimboiseuse
- 2008 : Commissaire Cordier, épisode Classe tout risque de Thierry Petit : Laurence Haudebourg
- 2012 : La smala s'en mêle, épisode pilote de Didier Grousset : l'employée de Pôle emploi
- 2013 : Césaire, le Prix de la Liberté de Felix Olivier : Suzanne Césaire
- 2014-2015 : Une histoire, une urgence : Dr Gloria Kaba
- 2015 / 2018 : Scènes de ménages : Cécile / Marie-Laure, la mère de Léo
- 2016 : Plus belle la vie : Dr Anne Quercy (saison 13)
- 2017 : Engrenages, épisode 6.11 de Frédéric Mermoud : la juge des affaires familiales
- 2022 : Ici tout commence : Lya Fayet (saison 2)
- 2025 : Plus belle la vie, encore plus belle : Aïssé Brudet (saison 2)

## Doublage

### Cinéma

#### Films
- Thandiwe Newton dans (13 films) :
  - Beloved (1998) : Beloved
  - Collision (2004) : Christine Thayer
  - Cours toujours Dennis (2007) : Libby Oddel
  - 2012 (2009) : Laura Wilson
  - L'Empire des Ombres (2010) : Rosemary
  - Retreat (2012) : Kate
  - Gringo (2018) : Bonnie Soyinka
  - Solo: A Star Wars Story (2018) : Val
  - Ma vie avec John F. Donovan (2018) : Audrey Newhouse
  - Reminiscence (2021) : Emily « Watts » Sanders
  - Le Couteau par la lame (2022) : Celia Harrison
  - Pays de Dieu (en) (2022) : Sandra
  - Mufasa : Le Roi lion (2024) : Eshe[10] (voix)
- Taraji P. Henson dans (11 films) :
  - Mise à prix (2006) : Sharice Waters
  - L'Étrange Histoire de Benjamin Button (2008) : Queenie
  - Il n'est jamais trop tard (2011) : B'Ella
  - Double Trahison (2014) : Terri Granger
  - Les Figures de l'ombre (2017) : Katherine Johnson
  - Proud Mary (2018) : Mary Goodwin
  - Ce que veulent les hommes (2019) : Ali Davis
  - Coffee et Kareem (2020) : Vanessa Manning
  - Muppets Haunted Mansion (2021) : Constance Hatchaway (dialogues)
  - La Couleur pourpre (2023) : Shug Avery
  - À bout (2025) : Janiyah Wiltkinson
- Jennifer Lopez dans (10 films) :
  - Anaconda, le prédateur (1997) : Terri Flores
  - U-Turn (1997) : Grace McKenna
  - Angel Eyes (2001) : Sharon Pogue
  - Plus jamais (2002) : Slim
  - Coup de foudre à Manhattan (2002) : Marisa Ventura
  - Amours troubles (2003) : Ricki
  - Le Plan B (2010) : Zoé
  - The Mother (2023) : la mère
  - Atlas (2024) : Atlas Shepherd
  - Inarrêtable (2024) : Judy Robles
- Sanaa Lathan dans (10 films) :
  - Blade (1998) : Vanessa Brooks
  - Love and Basketball (2000) : Monica Wright
  - Contagion (2011) : Aubrey Cheever
  - Le Mariage de l'année, 10 ans après (2013) : Robin Stewart
  - Un homme parfait (2015) : Leah Vaughn
  - Insaisissables 2 (2016) : Nathalie Austin
  - American Assassin (2017) : Irene Kennedy
  - Une femme de tête (2018) : Violet Jones
  - Native Son (2019) : Trudy Thomas
  - Parée pour percer (en) (2022) : Jay
- Rosario Dawson dans (10 films) :
  - Men in Black 2 (2002) : Laura Vasquez
  - Rent (2005) : Mimi Marquez
  - Percy Jackson : Le Voleur de foudre (2010) : Perséphone
  - Unstoppable (2010) : Connie Hooper
  - Zookeeper (2011) : Kate
  - Un combat, cinq destins (2011) : Lili
  - Quelqu'un de bien (2019) : Hannah
  - Retour à Zombieland (2019) : Nevada
  - Jay et Bob contre-attaquent… encore (2019) : Reggie Faulken
  - L'Homme de l'eau (en) (2020) : Mary Boone
- Naomie Harris dans (10 films) :
  - Coup d'éclat (2005) : Sophie
  - Skyfall (2012) : Eve Moneypenny
  - La Rage au ventre (2015) : Angela Rivera
  - Spectre (2015) : Eve Moneypenny
  - Beauté cachée (2016) : Madeleine
  - Rampage : Hors de contrôle (2018) : Dr Kate Caldwell
  - Mourir peut attendre (2021) : Eve Moneypenny
  - Venom: Let There Be Carnage (2021) : Frances Louise Barrison / Shriek
  - Swan Song (2021) : Poppy
  - The Insider (2025) : Dr Zoe Vaughan
- Halle Berry dans (9 films) :
  - Sombres Soupçons (1996) : Josie Potenza
  - Bulworth (1998) : Nina
  - Catwoman (2004) : Patience Phillips / Catwoman
  - Happy New Year (2011) : Aimee
  - Cloud Atlas (2012) : Native / Jocasta Ayrs / Luisa Rey / une invitée à la fête / Ovid / Meronym
  - Kingsman : Le Cercle d'or (2017) : Ginger Ale
  - John Wick Parabellum (2019) : Sofia Al-Azwar
  - Moonfall (2022) : Jocinda « Jo » Fowler
  - The Union (2024) : Roxanne Hall
- Carmen Ejogo dans (8 films) :
  - Le Flic de San Francisco (1997) : Veronica « Ronnie » Tate
  - Alex Cross (2012) : Maria Cross
  - American Nightmare 2: Anarchy (2014) : Eva
  - Les Animaux fantastiques (2016) : Séraphine Picquery
  - It Comes at Night (2017) : Sarah
  - L'Affaire Roman J. (2017) : Maya Alston
  - Les Animaux fantastiques : Les Crimes de Grindelwald (2018) : Séraphine Picquery
  - Fountain of Youth (2025) : Deb McCall
- Jada Pinkett Smith dans (7 films) :
  - Ali (2001) : Sonji
  - Matrix Reloaded (2003) : Niobe
  - Matrix Revolutions (2003) : Niobe
  - À cœur ouvert (2007) : Janeane
  - Bad Moms (2016) : Stacy
  - La Chute du Président (2019) : Helen Thompson
  - Matrix Resurrections (2021) : Niobe
- Kimberly Elise dans (5 films) :
  - Le Prix à payer (1996) : Tisean Williams
  - John Q (2002) : Denise Archibald
  - Madea, grand-mère justicière (2005) : Helen Simmons-McCarter
  - Les Couleurs du destin (2010) : Crystal Wallace
  - Death Wish (2018) : l'inspecteur Léonore Jackson
- Sophie Okonedo dans (5 films) :
  - Hôtel Rwanda (2004) : Tatiana Rusesabagina
  - Hellboy (2019) : Lady Hatton
  - Raymond et Ray (2022) : Kiera
  - Le Livre de Catherine (en) (2022) : Ethelfrita Rose Splinter of Devon
  - Agent Stone (2023) : Nomad
- Nia Long dans (4 films) :
  - Friday (1995) : Debbie
  - Le Mariage de l'année (1999) : Jordan Armstrong
  - Rencontre fatale (2020) : Ellie
  - Une vie ou l'autre (2022) : Lucy
- Robinne Lee dans (4 films) :
  - National Security (2003) : Denise
  - Palace pour chiens (2009) : Carol
  - Cinquante Nuances plus sombres (2017) : Ros Bailey
  - Cinquante Nuances plus claires (2018) : Ros Bailey
- Vivica A. Fox dans :
  - Independence Day (1996) : Jasmine Dubrow
  - Ella au pays enchanté (2004) : Lucinda Perryweather
  - Independence Day: Resurgence (2016) : Jasmine Dubrow-Hiller
- Kerry Washington dans :
  - Les Quatre Fantastiques (2005) : Alicia Masters
  - Les Quatre Fantastiques et le Surfer d'argent (2007) : Alicia Masters
  - Django Unchained (2012) : Broomhilda von Shaft
- Regina Hall dans :
  - The Hate U Give : La Haine qu'on donne (2018) : Lisa Carter
  - Breaking News in Yuba County (2021) : l'inspectrice Cam Harris
  - Me Time : Enfin seul ? (2022) : Maya Fisher
- Nikki Amuka-Bird dans :
  - Old (2021) : Patricia
  - Persuasion (2022) : Lady Russell
  - Knock at the Cabin (2023) : Sabrina
- Marianne Jean-Baptiste dans :
  - Secrets et Mensonges (1996) : Hortense
  - 28 Jours en sursis (2000) : Roshanda
- Pam Grier dans :
  - Mars Attacks! (1996) : Louise Williams
  - Simetierre : Aux origines du mal (2023) : Marjorie Washburn
- Brandy Norwood dans :
  - Souviens-toi... l'été dernier 2 (1998) : Karla Wilson
  - Souviens-toi… l'été dernier (2025) : Karla Wilson
- Angelina Jolie dans :
  - Bone Collector (1999) : Amelia Donaghy
  - Une vie volée (2000) : Lisa Rowe
- Aaliyah dans :
  - Roméo doit mourir (2000) : Trish O'Day
  - La Reine des damnés (2002) : Akasha
- Jordana Brewster dans :
  - Fast and Furious (2001) : Mia Toretto
  - Massacre à la tronçonneuse : Le Commencement (2007) : Chrissie
- Kim Hawthorne (en) dans :
  - Le Masque de l'araignée (2001) : l'agent Hickley
  - Les Nouveaux (en) (2024) : la principale Hutchens
- Sherri Shepherd dans :
  - Beauty Shop (2005) : Ida
  - A Week Away (2021) : Kristin
- Lisa Gay Hamilton dans :
  - Sortilège (2011) : Zola
  - Le Croque-mitaine (2023) : Dr Weller
- Aunjanue Ellis dans :
  - La Locataire (2011) : Sydney
  - The Deliverance (2024) : Bernice James
- Gloria Reuben dans :
  - Lincoln (2012) : Elizabeth Keckley
  - Game of Fear (2014) : l'inspecteur Blake Kanon
- Queen Latifah dans :
  - The Trap (2019) : Dr Obayuwana
  - Le Tigre et l'enfant (en) (2022) : Willie May
- Angela Griffin (en) dans :
  - Ton Noël ou le mien ? (en) (2022) : Kath Taylor
  - Ton Noël ou le mien 2 (en) (2023) : Kath Taylor
- Sarah Niles dans :
  - F1 (2025) : Bernadette Pearce
  - Les Quatre Fantastiques : Premiers pas (2025) : Lynne Nichols
- 1995 : Clueless : Dionne (Stacey Dash)
- 1995 : Fièvre à Columbus University : Claudia (Kari Wuhrer)
- 1995 : Le Diable en robe bleue : Coretta James (Lisa Nicole Carson)
- 1996 : À l'épreuve du feu : Meredith Serling (Regina Taylor)
- 1996 : Spoof Movie : Dashiki (Tracey Cherelle Jones)
- 1997 : Les Seigneurs de Harlem : Francine Hughes (Vanessa Williams)
- 1997 : Scream 2 : Hallie McDaniel (Elise Neal)
- 1997 : Le Collectionneur : Naomi Cross (Gina Ravera)
- 1997 : L'Idéaliste : la réceptionniste de St. Peter (Deborah Frazier)
- 1998 : Ennemi d'État : Rachel F. Banks (Lisa Bonet)
- 1998 : Urban Legend : Reese Wilson (Loretta Devine)
- 1998 : Pluie d'enfer : Karen (Minnie Driver)
- 1998 : Louis & Frank : Betsy (Meta Golding)
- 1999 : À tombeau ouvert : Rose (Cynthia Roman)
- 1999 : Elmo au pays des grincheux : la Reine des Déchets (Vanessa L. Williams)
- 2000 : Miss Détective : Karen Krantz, Miss NY (Melissa De Sousa)
- 2000 : Danse ta vie : Eva Rodríguez (Zoe Saldana)
- 2000 : American Girls : Jenelope (Natina Reed)
- 2000 : Un homme à femmes : Honey DeLune (Tiffani Thiessen)
- 2000 : La Famille foldingue : Denise Gaines (Janet Jackson)
- 2000 : Hollow Man : L'Homme sans ombre : Janice Walton (Mary Randle)
- 2001 : Le Chevalier Black : Victoria / Nicole (Marsha Thomason)
- 2001 : Écarts de conduite : Shirley Perro (Rosie Perez)
- 2002 : 8 Mile : la fille volontaire (Jennifer Kitchen)
- 2002 : Antwone Fisher : Berta Davenport (Salli Richardson-Whitfield)
- 2002 : Crossroads : Mme Jenson (Bahni Turpin (en))
- 2003 : 8 jours et 8 nuits à Cancun : Sky (Marquita Marshall)
- 2003 : Stupeur et tremblements : Fubuki (Kaori Tsuji)
- 2003 : Bad Boys 2 : Syd (Gabrielle Union)
- 2004 : FBI : Fausses blondes infiltrées : Denise Porter (Rochelle Aytes)
- 2004 : Memories : Clayton, l'infirmière (Rakie Ayola)
- 2005 : Black/White : Marilyn Jones (Judith Scott)
- 2007 : Big Movie : Susan Pervertski (Faune A. Chambers)
- 2008 : Doute : Mrs Miller (Viola Davis)
- 2009 : Angel of Death : l'agent Danielle Taylor (Ingrid Rogers)
- 2010 : Mother's Day : Gina Jackson (Kandyse McClure)
- 2010 : From Paris with Love : Caroline (Kasia Smutniak)
- 2011 : La Couleur des sentiments : Minny Jackson (Octavia Spencer)
- 2012 : The Amazing Spider-Man : Miss Ritter (Barbara Eve Harris)
- 2014[n 1] : Imperial Dreams : Tanya (Kellita Smith)
- 2014 : Annie : la mère d'Annie (Tracie Thoms)
- 2014 : Still Alice : l'administratrice de la résidence (Quincy Tyler Bernstine (en))
- 2015 : NWA: Straight Outta Compton : Verna Griffin (Lisa Renee Pitts)
- 2016 : Dans le noir : Emma, l’assistante sociale (Andi Osho)
- 2017 : Miss Sloane : Esme Manucharian (Gugu Mbatha-Raw)
- 2017 : Spider-Man: Homecoming : Doris Toomes (Garcelle Beauvais)
- 2018 : Daphné et Véra : Elizabeth Blake (Nadine Ellis)
- 2018 : Darkest Minds : Rébellion : Molly Daly (Golden Brooks)
- 2019 : Glass : la directrice adjointe (Kimberly S. Fairbanks)
- 2019 : Velvet Buzzsaw : Gita (Nitya Vidyasagar)
- 2019 : Opération Brothers : Nathifa (Revital Iyov)
- 2019 : Les Sextuplés : Marie (Bresha Webb)
- 2019 : Joker : la psychiatre d'Arkham (April Grace)
- 2019 : La Fracture : Dr Jacobs (Adjoa Andoh)
- 2019 : La Belle et le Clochard : tante Sarah (Yvette Nicole Brown)
- 2019 : Domino : La Guerre silencieuse : Alex Boe (Carice van Houten)
- 2019 : Seberg : Dorothy Jamal (Zazie Beetz)
- 2020 : Enragé : la piétonne en colère [Qui ?]
- 2020 : La Convocation : Angela (Joke Silva)
- 2020 : Sacrées Sorcières : la sorcière du magasin (Josette Simon)
- 2021 : Army of the Dead : Geeta (Huma Qureshi)
- 2021 : Space Jam : Nouvelle Ère : Savannah James (Sonequa Martin-Green)
- 2021 : Respect : Dinah Washington (Mary J. Blige)
- 2021 : Dune : Première partie : Shadout Mapes (Golda Rosheuvel)
- 2021 : Un héros : Malileh (Maryam Shahdarie)
- 2021 : Venom: Let There Be Carnage : Frances Louise Barrison / Shriek adolescente (Olumide Olorunfemi)
- 2021 : 7 Prisonniers : ? (?)
- 2021 : Aftermath : Dr Sasner (Juliette Jeffers)
- 2021 : Un château pour Noël : Claire (Desiree Burch)
- 2022 : Noël tombe à pic : Dr Layla Monroe (Blythe Howard)
- 2022 : Emancipation : Dodienne (Charmaine Bingwa)
- 2022 : First Love (en) : Jeannine Matienzo (Sharon Leal)
- 2022 : The People We Hate at the Wedding (en) : Eloise (Cynthia Addai-Robinson)
- 2022 : Chevalier : Nanon (Ronkẹ Adékoluẹjo (en))
- 2023 : Little Dixie (de) : ? (?)
- 2023 : Le Pari de Chang (en) : la principale Elliot (Cathy Salvodon)
- 2023 : La Petite Sirène : Lashana (Martina Laird)
- 2023 : Jusqu'à l'usure : Serena (Alfre Woodard)
- 2023 : Tout à fait son style (en) : Darcy (Gina Torres)
- 2023 : Noël à Candy Cane Lane : Carol Carver (Tracee Ellis Ross)
- 2024 : Bob Marley: One Love : ? (?)
- 2024 : L'Âme du chasseur : Molebogeng Kwena (Connie Ferguson)
- 2024 : Monkey Man : Queenie (Ashwini Kalsekar (en))
- 2024 : Bad Boys: Ride or Die : Theresa Burnett (Tasha Smith (en))
- 2024 : Blink Twice : l'intervieweuse (Tiffany Persons)
- 2024 : Our Little Secret : Margaret (Judy Reyes)
- 2024 : Pour solde de tout compte (en) : Gene (Debbi Morgan)
- 2025 : Materialists : Audrey (Nedra Marie Taylor)

#### Films d'animation
- 1998 : Le Prince d'Égypte : Myriam
- 2001 : L'Enfant qui voulait être un ours : La mère inuit
- 2004 : Les Indestructibles : Chérie
- 2006 : Renaissance : Nora
- 2006 : Rox et Rouky 2 : Dixie
- 2008 : Horton : Mme Kangourou
- 2009 : La Princesse et la Grenouille : Eudora
- 2010 : Le Voyage extraordinaire de Samy : Rita (création de voix)
- 2011 : The Prodigies : la mère d'Harry
- 2012 : Sammy 2 : Rita (création de voix)
- 2013 : Turbo : Braise
- 2014 : Opération Casse-noisette : Bijou
- 2016 : DC Super Hero Girls : Héroïne de l'année : Principale Amanda Waller
- 2017 : Opération Casse-noisette 2 : Bijou
- 2017 : DC Super Hero Girls : Jeux intergalactiques : Principale Amanda Waller / Stompa
- 2017 : Lego DC Super Hero Girls : Rêve ou Réalité : Amanda Waller
- 2018 : Les Indestructibles 2 : Chérie
- 2018 : Lego DC Super Hero Girls : Le Collège des super-méchants : Amanda Waller, Cheetah et Katana
- 2018 : DC Super Hero Girls : Les Légendes de l'Atlantide : Amanda Waller et Katana
- 2019 : Batman: Hush : Amanda Waller
- 2019 : Wonder Woman: Bloodlines : Cheetah
- 2021 : Batman: Soul of the Dragon : Lady Shiva
- 2022 : Le Monstre des mers : Sarah
- 2022 : LEGO Star Wars : C'est l'été ! : Colvett Valeria
- 2022 : Catwoman: Hunted : Barbara Minerva / Cheetah
- 2023 : Wish, Asha et la bonne étoile : Sakina
- 2024 : La Nuit d'Orion : Drôles de Bruits[n 2]
- 2024 : Thelma la licorne : Peggy
- 2024 : Piece by Piece : Carolyn Williams

### Télévision

#### Téléfilms
- Rachael Crawford dans (4 téléfilms) :
  - Un rêve éveillé (2013) : la maire Rachel Gordon
  - Aaliyah : Destin brisé (2014) : Diane Haughton
  - Un Noël plein d'étincelles (2019) : Millie Abbott
  - Fais un vœu pour Noël (2019) : Tina Finnegan
- 2007 : Oliver Twist : Nancy (Sophie Okonedo)
- 2011 : Comme Cendrillon : Il était une chanson : Angela (Jessalyn Wanlim (en))
- 2012 : 23 Ans d'absence : Ann (Aunjanue Ellis)
- 2012 : Un enfant à vendre : Claudia Mitchell (Tichina Arnold)
- 2012 : Six femmes (en) : Truvy Jones (Jill Scott)
- 2014 : Noël à Manhattan : Jackie (Taraji P. Henson)
- 2017 : Un Noël en cadeau : Courtney Widmore (Kim Fields)
- 2018 : Ma cible pour Noël : Fiona (Catherine Lough Haggquist)
- 2020 : Escapade royale à Noël : Sarah Melnick (Krystal Joy Brown (en))
- 2020 : La Valse de Noël : Molly (Katrina Reynolds)
- 2020 : La Fabuleuse histoire des sœurs Clark : Denise « Niecy » Clark-Bradford (Raven Goodwin)
- 2022 : Rivalité meurtrière : la coach Megan (Reynada Robinson)
- 2022 : Le Prix de la victoire : Katie (Kinnik Sky)
- 2023 : Hantée par mon mari : Jules Baker (Tamala Jones)
- 2024 : Justice pour Lauren : Cheryl Baker (Garcelle Beauvais)

#### Séries télévisées
- Justina Machado[11] dans (11 séries) :
  - Demain à la une (1999) : Laura (saison 4, épisode 5)
  - Missing : Disparus sans laisser de trace (2003-2004) : Sunny Estrada (saison 1)
  - Ugly Betty (2007) : Clara, la cousine (saison 1, épisode 22 et saison 2, épisode 2)
  - Three Rivers (2009-2010) : Pam Acosta (13 épisodes)
  - Private Practice (2012-2013) : Stephanie Kemp (saison 6)
  - Major Crimes (2014) : Ana Ruiz (saison 3, épisode 13)
  - Devious Maids (2015) : Reina (saison 3, épisodes 6 et 7)
  - Reine du Sud (2016-2019) : Brenda Parra (15 épisodes)
  - Jane the Virgin (2016-2019) : Darci Factor (19 épisodes)
  - Dolores Roach (en) (2023) : Dolores Roach
  - Pulse (2025) : Natalie Cruz

- Gina Torres dans (8 séries) :
  - Gossip Girl (2009) : Gabriela Abrams (saison 3, épisodes 6 et 11)
  - Suits : Avocats sur mesure (2011-2018) : Jessica Pearson (94 épisodes)
  - Revenge (2015) : Natalie Waters (saison 4)
  - The Catch (2017) : Justine Diaz (saison 2)
  - Claws (2017) : Sally Battes (saison 1, épisode 4)
  - Angie Tribeca (2018) : Gillian Kayhill (saison 4, épisode 7)
  - Pearson (2019) : Jessica Pearson (10 épisodes)
  - 9-1-1: Lone Star (2021-2025) : Tommy Vega (62 épisodes)

- Aunjanue Ellis[11] dans (8 séries) :
  - Mentalist (2010-2013) : Madeleine Hightower (17 épisodes)
  - Missing : Au cœur du complot (2012) : Mary (3 épisodes)
  - NCIS : Los Angeles (2012-2013) : Michelle Hanna/Quinn (7 épisodes)
  - Quantico (2015-2017) : Miranda Shaw (44 épisodes)
  - Dans leur regard (2019) : Sharon Salaam (mini-série)
  - Lovecraft Country (2020) : Hippolyta Freeman (10 épisodes)
  - 61st Street (en) (2022-2023) : Martha Roberts (16 épisodes)
  - Justified: City Primeval (2023) : Carolyn Wilder (mini-série)

- Rosario Dawson dans (8 séries) :
  - Jessica Jones (2015) : Claire Temple (saison 1, épisode 13)
  - Daredevil (2015-2016) : Claire Temple (8 épisodes)
  - Luke Cage (2016-2018) : Claire Temple (11 épisodes)
  - Iron Fist (2017) : Claire Temple (6 épisodes)
  - The Defenders (2017) : Claire Temple (mini-série)
  - Briarpatch (2020) : Allegra Dill (10 épisodes)
  - Dopesick (2021) : Bridget Meyer (mini-série)
  - DMZ (2022) : Alma « Zee » Ortega (mini-série)

- Sharon Leal[11] dans (7 séries) :
  - Boston Public (2000-2004) : Marilyn Sudor (73 épisodes)
  - Private Practice (2009) : Sonya Nichols (saison 2)
  - Grimm (2014-2016) : Zuri Ellis (5 épisodes)
  - Supergirl (2016-2021) : M'gann M'orzz (16 épisodes)
  - Instinct (2018-2019) : Jasmine Gooden (21 épisodes)
  - Good Doctor (2018-2019) : Breeze Browne (4 épisodes)
  - Pretty Little Liars (2022-2024) : Sidney Haworthe (16 épisodes)

- Khandi Alexander[11] dans (5 séries) :
  - Les Experts (2002) : Dr Alexx Woods (saison 2, épisode 22)
  - Les Experts : Miami (2002-2009) : Dr Alexx Woods (145 épisodes)
  - Treme (2010-2013) : LaDonna Batiste-Williams (38 épisodes)
  - Body of Proof (2012) : Beverly Travers (saison 2, épisodes 15 et 17)
  - Scandal (2013-2018) : Maya Pope (20 épisodes)

- April Parker Jones (en) dans (5 séries) :
  - Jericho (2006-2008) : Darcy Hawkins (26 épisodes)
  - Lie to Me (2009) : Madame Jonas (saison 1, épisode 3)
  - 90210 Beverly Hills : Nouvelle Génération (2009-2010) : Dana Bowen (4 épisodes)
  - Murder (2015) : le professeur Claire Bryce (saison 1)
  - S.W.A.T. (2019-2022) : Winnie Harrelson (4 épisodes)

- Tamara Taylor dans (4 séries) :
  - Lost : Les Disparus (2005) : Susan Lloyd (saison 1, épisode 14 et saison 2, épisode 2)
  - Bones (2006-2017) : Dr Camille Saroyan (223 épisodes)
  - October Faction (2020) : Deloris Allen (10 épisodes)
  - Snowfall (2023) : Cassandra Turner (saison 6)

- Ryan Michelle Bathe (en)[11] dans (4 séries) :
  - Boston Justice (2005-2006) : Sara Holt (saison 2)
  - Trauma (2009-2010) : Sela Boone (9 épisodes)
  - American Wives (2012) : Charlie (saison 6)
  - This Is Us (2016-2018) : Yvette (4 épisodes)

- Garcelle Beauvais dans (4 séries) :
  - Psych : Enquêteur malgré lui (2013) : Miranda Sherrod (saison 7, épisode 12)
  - Chicago Med (2017-2018) : Lyla Dempsey (saison 2, épisode 19 et saison 3, épisode 7)
  - Siren (2019) : Susan Bishop (saison 2)
  - Tell Me a Story (2019-2020) : Veronica Garland (saison 2)

- Nadine Marshall (en) dans (4 séries) :
  - The Innocents (2018) : Christine (8 épisodes)
  - Save Me (2018-2020) : Shola O'Halloran (11 épisodes)
  - Trigger Point (en) (2022) : Marianne Hamilton (saison 1)
  - Champion (en) (2023) : Aria Champion (8 épisodes)

- Sophie Okonedo dans (4 séries) :
  - Criminal : Royaume-Uni (en) (2020) : Julia Bryce (saison 2, épisode 1)
  - Ratched (2020) : Charlotte Wells
  - Modern Love (2021) : Elizabeth Cannon (saison 2, épisode 8)
  - La Roue du temps (2021-2025) : Siuan Sanche (7 épisodes)

- Nina Sosanya dans (4 séries) :
  - Little Birds (2020) : Lili von X (mini-série)
  - Brave New World (2020) : Mustafa Mond
  - Mon petit renne (2024) : Liz (mini-série)
  - Surface (en) (2025) : Julia (saison 2)

- Charlayne Woodard dans :
  - New York, unité spéciale (2002-2006 / 2011) : Sœur Peg (8 épisodes)
  - Blacklist (2016) : Allison Gaines (saison 3, épisode 10)
  - Les Chroniques de Spiderwick (2024) : Lucinda Spiderwick (5 épisodes)

- Christine Adams[11] dans :
  - Stargate SG-1 (2003) : Mala (saison 7, épisode 10)
  - Pushing Daisies (2007-2009) : Simone Hundin (3 épisodes)
  - Black Lightning (2018-2021) : Lynn Pierce (58 épisodes)

- Taraji P. Henson[11] dans :
  - Dr House (2005) : Moira (saison 2, épisode 6)
  - Person of Interest (2011-2015) : le lieutenant Jocelyn « Joss » Carter (55 épisodes)
  - Empire (2015-2020) : Cookie Lyon (105 épisodes)

- Erika Alexander dans :
  - US Marshals : Protection de témoins (2010) : Theresa Simmons (saison 3)
  - C'est moi le chef ! (2012-2015) : Carol Larabee (10 épisodes)
  - Harry Bosch (2016-2017) : Connie Irving (10 épisodes)

- Gabrielle Union dans :
  - American Wives (2010) : Gina Holt (saison 4, épisode 17)
  - Los Angeles : Bad Girls (2019-2020) : l'inspecteur Sydney « Syd » Burnett (26 épisodes)
  - Truth Be Told : Le Poison de la vérité (2023) : Eva Pierre (saison 3)

- Lenora Crichlow dans :
  - Meurtres au paradis (2011) : Lily Thomson (saison 1, épisode 1)
  - Avenue 5 (2020-2022) : Billie McEvoy (17 épisodes)
  - Goliath (2021) : Ava Wallace-Margolis (saison 4)

- Barbara Eve Harris dans :
  - Les Experts (2011-2012) : le shérif Sherry Liston (saison 12)
  - Rizzoli and Isles (2012-2014) : Camille Frost (saison 3, épisode 14 et saison 5, épisode 2)
  - The Wilds (2020-2022) : Audrey (6 épisodes)

- Judith Scott dans :
  - Castle (2011-2012) : Evelyn Montgomery (3 épisodes)
  - Dear White People (2021) : Helen (saison 4)
  - Le Goût de vivre (2022) : Maxine Wheeler (mini-série)

- Carmen Ejogo dans :
  - The Girlfriend Experience (2017) : Bria Jones (saison 2)
  - Your Honor (2020-2023) : Lee Delamere (13 épisodes)
  - The Penguin (2024) : Eve Karlo (mini-série)

- Sanaa Lathan dans : 
  - Shots Fired (2017) : Ashe Akino (10 épisodes)
  - Hit & Run (2021) : Naomi Hicks (6 épisodes)
  - Succession (2021) : Lisa Arthur (saison 3)

- Lisa Gay Hamilton dans :
  - The First (2018) : Kayla Price (8 épisodes)
  - The Dropout (2022) : Judith Baker (mini-série)
  - Will Trent (2023) : Evelyn Mitchell (saison 1)

- Adjoa Andoh dans :
  - La Chronique des Bridgerton (depuis 2020) : Lady Agatha Danbury
  - The Witcher (2021) : Nenneke (saison 2, épisodes 6 et 7)
  - La Reine Charlotte : Un chapitre Bridgerton (2023) : Lady Agatha Danbury (mini-série)

- Penny Johnson Jerald dans :
  - Star Trek: Deep Space Nine (1995-1999) : le capitaine Kasidy Yates-Sisko (15 épisodes)
  - The Orville (depuis 2017) : Dr Claire Finn

- Vanessa Williams dans :
  - Chicago Hope : La Vie à tout prix (1996) : Dr Grace Carr (saison 3)
  - 9-1-1 (2021-2022) : Claudette Collins (saison 5)

- Kim Hawthorne (en) dans :
  - Dark Angel (2000-2001) : Jacinda Katsuno (saison 1)
  - Mrs. Davis (en) (2023) : Mlle Ross (mini-série)

- Kandyse McClure dans :
  - Jeremiah (2002) : Elizabeth (saison 1)
  - Charmed (2020-2022) : la Gardienne (6 épisodes)

- Tracie Thoms dans :
  - Wonderfalls (2004) : Mahandra McGinty (11 épisodes)
  - UnREAL (2018) : Fiona Berlin (10 épisodes)

- Tichina Arnold[11] dans :
  - Tout le monde déteste Chris (2005-2009) : Rochelle Rock (88 épisodes)
  - Raising Hope (2011) : Sylvia (saison 1)

- Tammy Townsend (en)[11] dans :
  - Retour à Lincoln Heights (2007-2009) : Dana Taylor (5 épisodes)
  - Switched (2011) : Denise (saison 1)

- Kimberly Elise dans :
  - Grey's Anatomy (2009) : Dr Rebecca Swender (saison 5)
  - The Mosquito Coast (2021) : l'agent Estelle Jones (saison 1)

- Shanola Hampton dans :
  - Esprits criminels (2012) : Cindi Burns (saison 7, épisode 20)
  - Found (2023-2025) : Gabrielle « Gabi » Mosely (35 épisodes)

- Milauna Jackson dans :
  - Strike Back (2013-2015) : Kim Martinez (16 épisodes)
  - Murder (2016-2017) : l'agent Renée Atwood (saison 3)

- Yetide Badaki dans :
  - NCIS : Nouvelle-Orléans (2015) : Felicia Patrice (saison 1, épisode 15)
  - Star Trek: Strange New Worlds (2023) : Neera Ketoul (saison 2, épisode 2)

- Karen LeBlanc dans :
  - Killjoys (2017) : Banyon Grey (6 épisodes)
  - Fire Country (2022-2023) : Dr Lilly Crawford (saison 1)

- Kellee Stewart (en) dans :
  - Midnight, Texas (2017-2018) : Madonna Reed (6 épisodes)
  - All American (2020-2023) : Joy, l'infirmière (6 épisodes)

- Frances Turner dans :
  - Le Maître du Haut Château (2019) : Bell Mallory (saison 4)
  - New York, unité spéciale (2022-2023) : Elaine Samuels (saison 24)

- Marsha Stephanie Blake (en) dans :
  - Murder (2019-2020) : Vivian Maddox (saison 6)
  - Wilderness (2023) : l'inspecteur Rawlins (mini-série)

- Margot Bingham dans :
  - The Walking Dead (2019-2022) : Stephanie Vega / Max Mercer (22 épisodes)
  - Lawmen : L'Histoire de Bass Reeves (2023) : Sara Jumper (mini-série)

- Yvette Nicole Brown dans :
  - Allô la Terre, ici Ned (en) (2020) : Yvette Nicole Brown (épisode 13)
  - Big Shot (2021-2022) : Sherilyn Thomas (20 épisodes)

- Naomie Harris dans :
  - The Third Day (2020) : Helen (mini-série)
  - The Man Who Fell to Earth (2022) : Justin Falls (10 épisodes)

- Nana Mensah (en) dans :
  - La Diplomate (2023) : Billie Appiah
  - Présumé innocent (2024) : Alana « Rigo » Rodriguez (mini-série)
- 1994-1997 : New York Undercover : Chantal Tierney (Fatima Faloye)
- 1996-2001 : Urgences : Carla Reese (Lisa Nicole Carson)
- 1998-2001 : Cousin Skeeter : Vanessa Walker (Angela Means) (52 épisodes)
- 1999-2007 : Un gars du Queens : Kelly Palmer (Merrin Dungey)
- 2003-2004 / 2006-2007 : Les Feux de l'amour : Vanessa Lerner (Dawn Stern) / Carmen Mesta (Marisa Ramirez)
- 2005 : Dr House : Brandy Norwood (Brandy Norwood) (saison 1, épisode 9)
- 2006 : Numb3rs : la bijoutière (Paulette Ivory) (saison 2, épisode 2)
- 2007 : Rescue Me : Les Héros du 11 septembre : Catrina (Sharon Wilkins)
- 2007-2008 : Moonlight : Maureen Williams (Tami Roman)
- 2008-2009 : L'Agence no 1 des dames détectives : Precious Ramotswe (Jill Scott) (7 épisodes)
- 2008-2014 : True Blood : Kenya Jones (Tanya Wright) (14 épisodes)
- 2009-2011 : Hawthorne : Infirmière en chef : Christina Hawthorne (Jada Pinkett Smith)
- 2010 : Les Enquêtes du commissaire Winter : Aneta Djanali (Sharon Dyall)
- 2010 : Lie to Me : Simone Askew (Yolanda Ross) (saison 2, épisode 18)
- 2012-2019 : Game of Thrones : Mélisandre d'Asshaï (Carice van Houten) (29 épisodes)
- 2016-2017 : Vice Principals : Dr Belinda Brun (Kimberly Hebert Gregory)
- 2016-2021 : Insecure : Molly Carter (Yvonne Orji) (42 épisodes)
- 2016-2017 : Black Sails : Reine Nègre Marron (Moshidi Motshegwa)
- 2016-2022 : Westworld : Maeve Millay (Thandie Newton) (36 épisodes)
- 2017 : NCIS : Enquêtes spéciales : Michelle Obama (Michelle Obama)
- 2017 : Sense8 : Zakia (Mumbi Maina)
- 2017 : Salvation : Claire Rayburn (Erica Luttrell)
- 2017 : Emerald City : East (Florence Kasumba)
- 2017-2018 : Superstition : Bea Hastings (Robinne Lee)
- 2017-2019 : Nola Darling n'en fait qu'à sa tête : Dr Jamison (Heather Headley)
- 2018 : The Detail (en) : l'inspecteur Stevie Hall (Angela Griffin)
- 2018 : Black Earth Rising (en) : Bibi Mundanzi (Abena Ayivor) (mini-série)
- 2018 : Tell Me a Story : Renee Garcia (Zabryna Guevara) (saison 1)
- 2018-2019 : En famille : María de los Ángeles « Ángela » Navarro Garrofer (Melani Olivares) (26 épisodes)
- 2018-2019 : Insatiable : Dee Marshall (Ashley D. Kelley) (9 épisodes)
- 2019 : After Life : Roxy / Julian (Roisin Conaty)
- 2019 : What/If : le lieutenant Ramona Hall (Christine Horn)
- 2019 : Mindhunter : Annie Rogers (Deja Dee)
- 2019 : The Twilight Zone : La Quatrième Dimension : DiDi Scott (Diarra Kilpatrick)
- 2019 : Looking for Alaska : Dolores Martin (Deneen Tyler) (mini-série)
- 2019-2020 : Coisa Mais Linda : Adélia Araújo (Pathy Dejesus)
- 2019-2021 : Servant : Natalie Gorman (Jerrika Hinton) (5 épisodes)
- 2019-2022 : Bienvenue chez Mamilia : Cocoa McKellan (Tia Mowry)
- 2019-2024 : Total Control : Alexandra « Alex » Irving (Deborah Mailman) (18 épisodes)
- 2020 : The Boys : Valerie (Dawnn Lewis) (saison 2, épisode 4)
- 2021 : Tell Me Your Secrets : une membre du staff (Rhonda Johnson Dents) (3 épisodes) et Gayle Scott (Deirdre O'Connell) (saison 1, épisode 3)
- 2021 : Wakefield : Belle (Heather Mitchell (en)), Maria (Ursula Yovich (en)) et Vivienne Noor (Camilla Ah Kin (en)) (mini-série)
- 2021-2022 : Hacks : Robin, la mère de Marcus (Angela Elayne Gibbs) (6 épisodes)
- 2021-2023 : The Game (en) : Tasha Mack (Wendy Raquel Robinson (en)) (20 épisodes)
- 2021-2025 : Harlem : Angie Wilson (Shoniqua Shandai) (24 épisodes)
- depuis 2021 : La Famille Upshaw : Regina Upshaw (Kim Fields)
- 2022 : Vikings: Valhalla : le jarl Estrid Håkon (Caroline Henderson)
- 2022 : Suspicion : Vanessa Okoye (Angel Coulby)
- 2022 : Anatomie d'un scandale : Angela Regan (Josette Simon) (mini-série)
- 2022 : Plan de carrière : ? (?)
- 2022 : Bel-Air : Vivian Banks (Cassandra Freeman)
- 2022 : Better Call Saul : Mme Ryman (Joni Bovill) (saison 6, épisodes 4 et 5)
- 2022 : Justice Served : la juge Nomzano Bhengu (Motshabi Tyelele)
- 2022 : Une équipe hors du commun : Toni Chapman (Saidah Arrika Ekulona)
- 2022 : Mercredi : Connie Jorgensen (Sophia Nomvete) (saison 1, épisode 3)
- 2022-2023 : Hudson et Rex : le commandant Vanessa Lewis (Lanette Ware) (5 épisodes)
- 2022-2025 : Sandman : Lucienne (Vivienne Acheampong) (12 épisodes)
- depuis 2022 : Le Seigneur des anneaux : Les Anneaux de Pouvoir : Marigold Brandpied (Sara Zwangobani)
- 2023 : Kaleidoscope : Lily (Robinne Lee) (mini-série)
- 2023 : Lockwood and Co. : Mme Clarke (Vanessa White-Smith) (épisode 1)
- 2023 : Florida Man : la capitaine Donna Delgado (Judy Reyes) (mini-série)
- 2023 : Abysses : Samantha Crowe (Sharon Duncan-Brewster) (mini-série)
- 2023 : La Loi de la plus forte (en) : Marley Williams (Tasha Smith (en))
- 2023 : L'Élu : ? (?)
- 2023 : Erin et Aaron : Mme Bradley (Sophia Stephens) (saison 1, épisodes 1 et 6)
- 2023 : Hello Tomorrow! : Betty Porter (Susan Heyward)
- 2023 : Dreaming Whilst Black (en) : la tante Lola (Kemi Lofinmakin)
- 2023 : Los Farad (es) : ? (?)
- 2023 : Yoh! Christmas (en) : Nellie Mokoena (Sthandiwe Kgoroge)
- 2023 : You and Me : Pam (Andi Osho) (mini-série)
- 2023-2025 : Alert : Kemi Adebayo (Adeola Role) (30 épisodes)
- 2024 : Maxton Hall : Le monde qui nous sépare : Pippa Whinfield (Cynthia Micas (de))
- 2024 : Beauty in Black (en) : Olivia Bellarie (Debbi Morgan)
- 2025 : Chair de poule : Gwen (Ayana George)
- 2025 : The Pitt : Kiara Alfaro (Krystel V. MacNeil)
- 2025 : Paradise : Robinson (Krys Marshall)
- 2025 : Black Mirror : Gaynor (Tracee Ellis Ross) (saison 7, épisode 1)
- 2025 : Good American Family : Dr Anastasia Meehan (Stacie Greenwell) (mini-série)
- 2025 : The Bondsman : la shérif Ruby (Denitra Isler) (mini-série)
- 2025 : Ballard : Colleen Hatteras (Rebecca Field)

#### Séries d'animation
- 1997 : Barbe-Rouge : Constance (création de voix)
- 2001 : Drôles de petites bêtes : la reine des abeilles (création de voix)
- 2015-2018 : DC Super Hero Girls : Amanda Waller, Cheetah et Katana
- 2019 : La Ligue des justiciers : Nouvelle Génération : Lady Shiva
- 2021-2022 : Kid Cosmic (en) : Flo
- 2021-2022 : Fairfax (en) : voix additionnelles
- 2022 : Les Œufs verts au jambon : Pam C'est-Moi[n 3]
- depuis 2022 : James chez les bizarroïdes : Louise[n 4]
- 2023 : Star Wars: The Bad Batch : la sénatrice Tynnra Pamlo
- 2023 : Futurama : LaBarbara Conrad (saison 8)
- 2023 : Moon Girl et Devil le Dinosaure : Adria[n 5]
- 2023 : Lance Dur : Belladone (création de voix)
- 2023 : Kizazi Moto: Génération Feu (en) : Manomi et Momzo
- 2023 : Les Carnets de l'apothicaire : Ah-Duo
- 2023 : My Adventures with Superman : Amanda Waller
- 2023 : Les Plus Belles Histoires de Quentin Blake : Lady, Shilpa, la caissière, la conductrice et Angèle
- 2024 : Arcane : Sorcière (saison 2)
- 2024 : Mes parrains sont magiques : Un nouveau souhait (en) : Cookie, Mme Mack et Diana la diva
- 2024 : Véra : Susan[n 6] (saison 2)

#### Documentaires
- 2016 : Walt Disney (Arte)
- 2022 : Jennifer Lopez: Halftime : elle-même (Jennifer Lopez)
- 2022 : Harry & Meghan : elle-même (Doria Ragland)

### Jeux vidéo
- 1997 : Égypte : 1156 av. J.-C. - L'Énigme de la tombe royale : la récitante
- 1998 : Hopkins FBI : voix additionnelles
- 2003 : XIII : Major Jones
- 2004 : Les Indestructibles : Chérie
- 2005 : Jak X : Ashelin
- 2006 : Tomb Raider: Legend : Annaya
- 2009 : La Princesse et la Grenouille : Eudora
- 2012 : Borderlands 2 : Nisha et Helena Pierce
- 2013 : The Last of Us : Marlène
- 2014 : Borderlands: The Pre-Sequel! : Nisha
- 2014 : Watch Dogs : voix additionnelles
- 2015 : Tom Clancy's Rainbow Six: Siege : Caveira
- 2015 : Heroes of the Storm : Athéna, annonceur de la carte Le Temple d’Hanamura
- 2015 : Lego Dimensions : Séraphine Picquery
- 2016 : Mirror's Edge Catalyst : Rebecca Thane
- 2016 : Deus Ex: Mankind Divided : Alejandra "Alex" Vega
- 2016 : Mafia III : Cassandra
- 2016 : Overwatch : Athéna (annonceuse)
- 2017 : Horizon Zero Dawn : La Haute Matriarche Jezza
- 2017 : Dishonored : La Mort de l'Outsider : Dolores Michaels
- 2017 : Need for Speed Payback : Lina Navarro
- 2018 : Lego Les Indestructibles : Chérie
- 2018 : Assassin's Creed Odyssey : Kyra
- 2019 : Anthem : Freelancer Jani
- 2019 : Tom Clancy's The Division 2 : Inaya al-Khaliq
- 2019 : Rage 2 : Erwina Prowley
- 2019 : Alt-Frequencies : l'inspectrice Touré
- 2020 : Final Fantasy VII Remake : voix additionnelles
- 2020 : The Last of Us Part II : Marlene
- 2021 : Deathloop : Julianna Blake
- 2021 : Far Cry 6 : « Lucky Mama »
- 2022 : Dying Light 2 Stay Human : Lawan
- 2022 : Overwatch 2 : Athéna
- 2022 : Gotham Knights : ?
- 2022 : Need for Speed Unbound : maire Stevenson
- 2023 : Hogwarts Legacy : L'Héritage de Poudlard : Pr Onai et voix additionnelles
- 2023 : Diablo IV : Vhenard
- 2023 : Starfield : Noel
- 2023 : The Elder Scrolls Online : Necrom : ?
- 2024 : Skull and Bones : Tatamo Randrianasolo et voix additionnelles
- 2024 : Final Fantasy VII Rebirth : Myrna
- 2024 : Star Wars Outlaws : voix additionnelles
- 2024 : Unknown9: Awakening : ?